# Derval O’Rourke

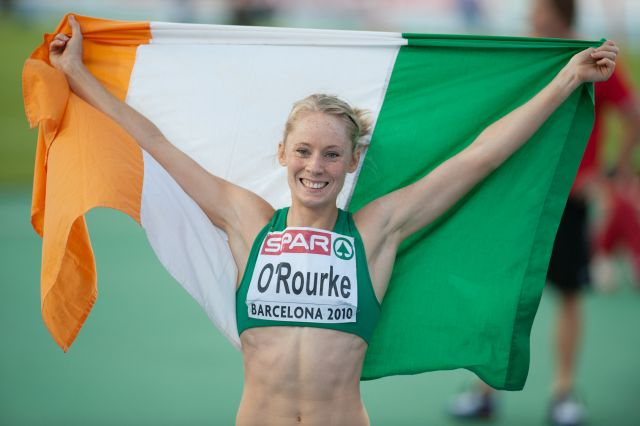
Derval O’Rourke bei den Europameisterschaften 2010.

Derval O’Rourke (* 28. Mai 1981 in Cork) ist eine irische Leichtathletin, die auf den Hürdensprint spezialisiert ist. Sowohl über 60 m Hürden als auch über 100 m Hürden hält sie den irischen Rekord. O’Rourke besuchte dank eines Sportstipendiums das University College Dublin. Sie trainiert mittlerweile auf den Anlagen der Dublin City University und ist für den Universitätssportclub als Marketing-Assistentin tätig.
Bei den Olympischen Spielen 2004 in Athen schied sie im Halbfinale aus. Der erste größere Erfolg war 2005 der Gewinn der Bronzemedaille bei der Universiade in Izmir über 100 m.
Für eine Überraschung sorgte sie bei den Hallenweltmeisterschaften 2006 in Moskau, als sie über 60 m Hürden die Goldmedaille gewann. Sie verbesserte zweimal den irischen Landesrekord und lief im Finale eine Zeit von 7,84 s. Dabei ließ sie die Spanierin Glory Alozie und die Schwedin Susanna Kallur hinter sich.
Ende Juli 2006 verbesserte sie den irischen Rekord über 100 m Hürden auf 12,85 s. Bei den Europameisterschaften 2006 konnte sie sich nochmals steigern und gewann mit neuer Rekordzeit von 12,72 s die Silbermedaille, hinter Susanna Kallur und zeitgleich mit der Deutschen Kirsten Bolm. Vier Jahre darauf stellte sie bei den Europameisterschaften 2010 mit 12,65 s wiederum eine neue irische Bestmarke auf, und gewann erneut die Silbermedaille.